# Winterborn (banda)
Winterborn é uma banda finlandesa de heavy metal formada em dezembro de 2004, depois de tocar covers como Mean Machine desde a primavera de 2003.
Seu primeiro álbum, Cold Reality, foi lançado em 2006 pela Massacre Records. No mesmo ano, a banda fez vários shows no sul e oeste da Europa com Doro e Benedictum. Seu segundo álbum, Farewell to Saints, foi lançado em 2008 pela Massacre Records.

## Membros

### Atuais
- Teemu Koskela – vocais (2004-presente)
- Pasi Vapola – guitarra, backing vocals (2004-presente)
- Antti Hokkala – guitarra, backing vocals (2008-presente)
- Jukka Hänninen – teclado, backing vocals (2004-presente)
- Pasi Kauppinen – baixo, backing vocals (2007-presente)
- Lauri Bexar – bateria (2008-2011, 2011-presente)

### Anteriores
- Rami Heikkilä – bateria (2004–2008)
- Janne "Saimis" Suvanto - baixo (2004–2007)

## Discografia
Álbuns de estúdio
- Cold Reality (2006)
- Farewell to Saints (Japan 2008, 2009)

Singles
- "Wildheart" (2006)